# Карамельный пирог
Карамельный пирог (англ. caramel tart) — сладкий пирог, наполненный мягкой карамельной начинкой. Иногда их также покрывают сливками или сбрызгивают шоколадом. Распространён в Австралии, в Новом Южном Уэльсе и Квинсленде.

## Рецепт
- Приготовление теста: муку смешивают с солью, добавляют сливочное масло, яйца и карамель. Замешивают тесто до получения однородной массы[2].
- Приготовление начинки: карамель разогревают до жидкого состояния и равномерно распределяют по дну формы для пирога.
- Выпекание: тесто выливают в форму с карамелью и отправляют в разогретую духовку на 180 °C . Выпекают до золотистой корки.
- Охлаждение и подача: пирогу дают остыть перед подачей. При необходимости добавляют дополнительные элементы, такие как взбитые сливки, мороженое, шоколад.

## Разнообразие вариантов пирога
Существует множество вариаций карамельного пирога в разных культурах и кулинарных традициях. Некоторые добавляют фрукты для свежести (например, яблоки), другие применяют разные виды карамели для создания разнообразных вкусовых оттенков.

## Популярность в мировой кулинарии
Карамельный пирог завоевал популярность в мировой кулинарии благодаря своей универсальности и сладости. В различных кафе и ресторанах этот десерт стал неотъемлемой частью десертного меню.

## Сервировка и подача
При подаче карамельного пирога часто используют варианты декора, такие как посыпка сахаром, клубникой, взбитые сливки или шоколад. Это добавляет не только визуальное восхищение, но и дополнительные вкусовые нотки.

## Пирог в культуре
Карамельный пирог является символом уюта и тепла в семейных традициях. Его часто готовят на праздничные события, приглашая гостей насладиться вкусом этого десерта.

## В литературе
- Карамельный пирог фигурировал в романе Кэтрин Стокетт «Прислуга»[3][4]